# Dorymyrmex flavopectus
Dorymyrmex flavopectus é uma espécie de formiga do gênero Dorymyrmex.